# Parque Nacional Los Katios
O Parque Nacional Los Katios é um parque localizado no nordeste da Colômbia e cobre 585 km². Foi criado em 1973 e foi declarado Património Mundial da UNESCO em 1994. No parque existem mais de 400 espécies animais, como a arara, a garça, o pato-real, o pica-pau e o tucano, que constituem 20 % da fauna do país.

## Ver Também
- Rodovia Panamericana